# Heidi (serie animata 1974)
Heidi (アルプスの少女ハイジ?, Arupusu no shōjo Haiji, lett. "Heidi, la ragazzina delle Alpi"), basato sull'omonimo romanzo per ragazzi scritto nel 1880 dall'autrice svizzera Johanna Spyri, è una serie animata prodotta nel 1974 dallo studio di animazione giapponese Zuiyo Eizo (da cui più tardi nacque la Nippon Animation), diretta da Isao Takahata e disegnata da Hayao Miyazaki.
La serie, ultimo capitolo del Calpis Comic Theater, è considerata precorritrice del filone del World Masterpiece Theater, che inizierà nel successivo anno 1975, poiché ne presenta già le tre caratteristiche fondamentali: essere tratta da un libro occidentale, raccontare la vita quotidiana ed essere prodotta dalla Nippon Animation.

## Trama

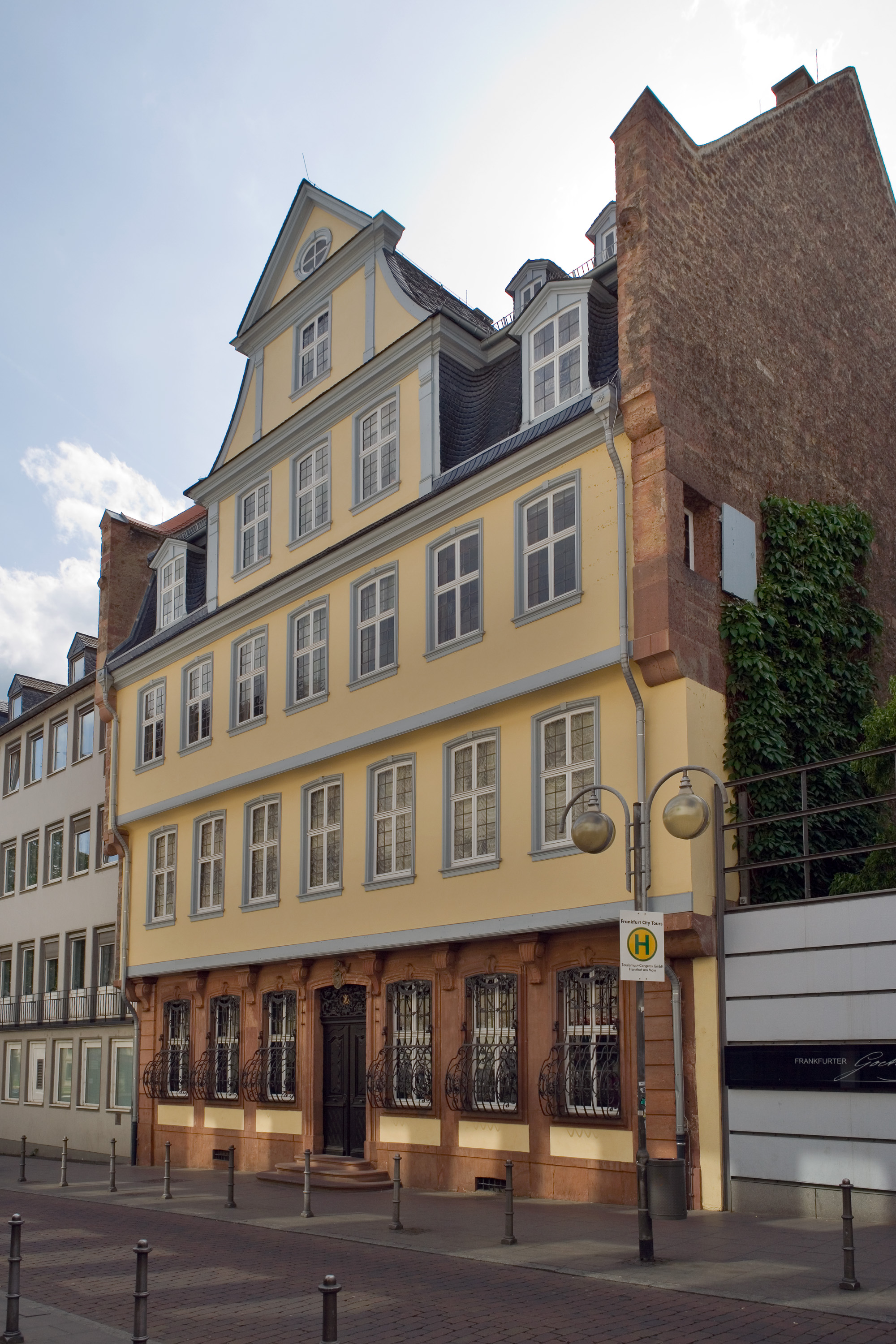
Casa natale di Goethe a Francoforte. Nell'anime e nel remake ha ispirato la casa dei Sesemann.

Sulle Alpi svizzere negli anni ottanta del XIX secolo, Heidi è rimasta orfana in tenera età e Dete, la sua cara giovane zia materna, si è occupata di lei fino all'età di 5 anni. Poco dopo la morte della prozia Ursula, Dete trova un lavoro a Francoforte. Non potendosi più occupare della bambina, è quindi costretta ad affidarla all'unico suo parente ancora in vita: il nonno paterno, da tutti conosciuto come "il Vecchio dell'Alpe". Il nonno abita in una baita in montagna isolato da tutti nei pressi del paese collinare di Dorfli, presso Maienfeld. Per via della presenza nelle strade del paese della bandiera del distretto svizzero del Rheintal si presume che il nonno di Heidi risieda nel cantone di San Gallo, nella Svizzera tedesca.
Il nonno, un anziano contadino pensionato molto burbero e misantropo, prende in casa la bambina di controvoglia, ma la simpatia e l'innocenza di Heidi hanno subito la meglio sulla ruvida scorza del montanaro. Heidi si abitua molto velocemente alla vita della montagna con la sua natura incontaminata, ogni giorno alla scoperta delle cose meravigliose che la montagna le offre. Conosce Peter, un pastorello che ogni giorno porta al pascolo le capre degli abitanti del paese comprese le due capre del nonno e diventerà subito il suo più grande amico.
Piano piano il nonno si abitua alla presenza di Heidi che porta una ventata di freschezza e allegria nella sua vita monotona e solitaria, oltre che un valido aiuto in molte incombenze come la preparazione dei formaggi. La zia Dete è comunque convinta che non sia giusto che la piccola viva a lungo con il vecchio misantropo isolata su in montagna. Ritorna quindi da Francoforte dopo aver trovato per Heidi l'occasione di vivere a casa della famiglia Sesemann: qui abita Clara, una ragazzina di 12 anni costretta su una sedia a rotelle da una malattia chiamata poliomielite. Heidi diventerebbe quindi una sorta di "dama di compagnia" di Clara.
Inizia così la seconda parte della serie: Heidi è costretta quindi ad abbandonare il nonno, Peter (a cui si è molto affezionata), le caprette, Nebbia, Cip e soprattutto i suoi amati pascoli, e si ritrova catapultata nella frenetica Francoforte. Al suo arrivo nella sua nuova casa la bambina prova subito un'istintiva e ricambiata simpatia per Clara, ma stenta a inserirsi nei ritmi di vita della sua nuova famiglia, venendo osteggiata dalla signora Rottenmeier, l'arcigna e severa governante della casa, che è anche l'istitutrice di Clara. Fortunatamente la nonna di Clara, la signora Sesemann, che ogni tanto va a trovare la nipote, riesce a comprendere Heidi e il suo carattere solare: le è di conforto e l'aiuta a sopportare meglio la lontananza dal suo amato mondo di montagna.
A un certo punto la signora Rottenmeier proibirà a Heidi di parlare dei monti e del nonno a Clara dicendo che queste cose fanno soffrire la ragazzina, così Heidi inizia a reprimere i pensieri e divenire sonnambula, facendo pure spaventare gli altri perché il lenzuolo sopra la fa sembrare un fantasma. Quando il dottor Classen si accorgerà di questo d'accordo col signor Sesemann, la farà tornare agli amati monti e dall'adorato nonno e tutti gli altri.
Heidi dopo molte difficoltà, riesce a convincere la nonna e il padre di Clara a portare la ragazzina in montagna per l'estate, durante la quale l'amica rinvigorita dall'aria salubre e dal cibo sano riuscirà anche ad abbandonare la sedia a rotelle e a camminare. Peter inizialmente è geloso della ragazza, ma poi ci fa amicizia.
Alla fine Heidi continuerà a vivere con il nonno e Peter sulle montagne mentre Clara torna a Francoforte, ma con la promessa di tornare ogni primavera e d'estate in quanto la signora Rottenmeier ha cambiato idea su Heidi e casa sua.

## Personaggi
Heidi (ハイジ?, Haiji)
Doppiata da: Kazuko Sugiyama (ed. giapponese), Francesca Guadagno e Patrizia Scianca (film) (ed. italiana)
È la protagonista della serie. All'inizio ha 5 anni, 8 quando parte per Francoforte, 9 quando Clara va in montagna e 10 alla fine dell'ultimo episodio; è vivace, solare, curiosa e molto altruista. Adora tantissimo le montagne, gli animali, la natura e tutte le mattine aspetta con ansia l'arrivo di Peter il suo migliore amico, con il gregge per unirsi a lui e raggiungere gli alti pascoli. Adora con tutto il cuore gli animali, correre a piedi scalzi e raccogliere fiori. Pur essendo molto giovane impara parecchi lavori manuali, come mungere le capre o aiutare a fare il formaggio e grazie alla sua amica Clara e alla sua nonna imparerà anche a leggere e a scrivere. A Francoforte si trova male, sia a causa della nostalgia delle sue montagne che perché la signora Rottenmeier la rimprovera da spavento in continuazione, imponendo regole severe che le impediscono di parlare delle sue amate montagne, persino di piangere. I maltrattamenti subiti dalla signora Rottenmeier alla fine portano l'anima di Heidi a spezzarsi e questa scomoda situazione la fa ammalare di nostalgia e depressione tanto che Heidi perde la sua solarità e comincia a soffrire di sonnambulismo. Il padre di Clara e il suo dottore di fiducia intuiscono l'aggravarsi della salute della bambina e per aiutarla decidono di rimandarla nelle montagne, con immensa gioia di Heidi che rimarrà sempre in contatto epistolare con Clara. Tuttavia si affeziona sinceramente a Clara che diverrà la sua migliore amica assieme a Peter e quando riparte per la montagna la invita a trascorrere l'estate da lei. Insieme a Peter e al nonno, aiuta Clara a ritornare a camminare.
Peter (ペーター?, Pētā)
Doppiato da: Noriko Ohara e Hiroko Maruyama (film) (ed. giapponese), Riccardo Rossi e Dania Cericola (film) (ed. italiana)
È il protagonista maschile della serie ed è un ragazzino di 9 anni, 12 quando Heidi parte per Francoforte, 13 quando conosce Clara e 14 alla fine dell'ultimo episodio. Appartiene a una famiglia povera. Orfano di padre, con una nonna cieca, è costretto a lavorare per aiutare in casa. Per questo in primavera fino a metà autunno porta dietro compenso le capre degli abitanti del paese ai pascoli in alta montagna. Generoso con tutti, coraggioso e volenteroso e molto orgoglioso ma solitario, stringe amicizia con Heidi che diventa la sua prima amica in assoluto ed unica confidente. È un gran mangione e non va molto bene a scuola dove è oggetto di scherno da parte dei compagni che vivono nella cittadina, anche a causa della differenza di classe sociale. Inoltre lui si arrabbia solo in alcuni casi. Con l'arrivo di Clara dimostra una certa gelosia ma i cattivi sentimenti durano sempre poco, infatti poi la aiuterà a camminare e diverrà suo amico: nel libro prova a sbarazzarsi della sua sedia a rotelle, e sarà proprio questo a fare il miracolo. Si mostra molto duro con le capre, per esempio quando scappano o non ubbidiscono ai suoi ordini giungendo fino a picchiarle, anche se Heidi non è d'accordo. Diventa un buon falegname grazie agli insegnamenti del nonno di Heidi, costruendo una slitta per gareggiare con i ragazzi del paese ed una portantina con la quale trasporterà Clara sui pascoli. Dopo aver saputo i tormenti che la Signora Rottenmeier ha inflitto alla sua amica la maledice definendola una donna orribile. Quando Clara giunge sulle montagne Peter ogni volta è costretto a trascinarsi dietro la signora Rottenmeier che fin da subito non sopporta e si diverte a prenderla in giro con vari soprannomi con grande irritazione della donna.
Clara Sesemann (クララ・ゼーゼマン?, Kurara Zēzeman)
Doppiata da: Rihoko Yoshida e Keiko Han (film) (ed. giapponese), Silvia Tognoloni ed Ernestina Venturini (film) (ed. italiana)
Quando conosce Heidi ha 12 anni, 13 quando va in montagna e 14 alla fine dell'ultimo episodio; è la figlia del signor Sesemann ed anche la nipote della signora Sesemann e orfana di madre. È dolce, educata, molto intelligente ed ha la stessa età di Peter. Vive dalla nascita su una sedia a rotelle che odia poiché affetta da poliomielite e di conseguenza è paralizzata alle gambe. Di lei e della sua educazione si occupa la signora Rottenmeier, che rende le sue giornate monotone e noiose. Non aveva avuto la possibilità di avere un'amica, fino a quando non è arrivata Heidi a Francoforte. Presto le due ragazzine diventano molto amiche, frequentando le lezioni insieme e facendo tanti bei giochi grazie anche alla fantasia di Heidi. Circa 8 mesi dopo Clara viene condotta in montagna a trovare Heidi, dove troverà tutto bellissimo ed emozionante, ma lo scopo del viaggio è anche quello di far cambiare aria alla ragazzina per tentare di farla camminare, come sperano sia il nonno di Heidi che il dottor Classen. Con tanto esercizio e volontà Clara, aiutata anche da Heidi, Peter ed il nonno, riuscirà finalmente a camminare e i Sesemann per sdebitarsi faranno portare Clara da Heidi ogni primavera ed estate. Clara non avrebbe voluto che Heidi tornasse in montagna, ma solo perché non voleva rimanere di nuovo sola ed annoiata. In realtà vuole molto bene ad Heidi tanto da considerarla come una sorella minore e si diverte sempre con lei ed è molto curiosa della sua vita in montagna.
Nonno di Heidi (アルムおんじ?, Arumu onji)
Doppiato da: Kohei Miyauchi (ed. giapponese), Sergio Fiorentini e Antonio Paiola (film) (ed. italiana)
È il padre del defunto padre di Heidi, vive con il cane Nebbia e le sue capre Diana e Bianchina in una baita dopo aver lasciato il paese per via del suo carattere schivo e molto introverso. Non si sa quale sia il suo nome; la gente del paese, che spesso lo prende in giro e non nutre alcuna simpatia nei suoi confronti, lo chiama il Vecchio dell'Alpe oppure il Vecchio Orso. Scende in paese come minimo una volta al mese per barattare il suo formaggio e i suoi prodotti in legno intagliato con altri beni di conforto, ma la sua vita cambierà radicalmente con l'arrivo di Heidi. Inizialmente accetta malvolentieri la presenza della bambina quando Dete la porta da lui ma subito dopo l'incontenibile allegria, il candore e la gentilezza della nipotina scioglieranno la sua crosta di burbero misantropo rivelando un carattere sensibile, fermo ma premuroso e sempre pronto a prendere la decisione più saggia per tutti coloro che gli stanno a cuore, come quando sceglie di rimettere in sesto il suo vecchio rudere nel paese per consentire ad Heidi di frequentare la scuola nel periodo invernale. Le sue profonde doti umane però continuano a rimanere nascoste agli abitanti del villaggio con cui egli continua a non avere alcuna relazione sociale in quanto l'uomo li odia a causa della loro natura ipocrita perché credono di sapere tutto degli altri quando non sanno nulla. Ha un pessimo rapporto con Dete, con la quale si arrabbia finendo con il litigare e quando Dete torna da lui e gli rivela di voler portare la bambina via il nonno si oppone in quanto Heidi è diventata parte della sua vita e non intende separarsi da lei ma la crudele donna rifiuta di sentire ragioni ritenendo di sapere cosa sia meglio per la bimba. La partenza della nipote lo sconvolgerà in quanto la presenza di Heidi rendeva la sua vita serena e tranquilla e perde la speranza di rivederla tuttavia l'improvviso ritorno di Heidi farà riacquistare la felicità al Nonno che rivedendola l'abbraccerà con affetto riunendosi con lei dopo tanto tempo. Accoglierà Clara come una seconda nipote, incoraggiandola e aiutandola a camminare.
Nebbia (ヨーゼフ?, Yōzefu)
Joseph nella versione giapponese. È un grosso cane di San Bernardo. Vive nella baita con Heidi e il nonno. In genere molto pigro, svogliato, pelandrone e dormiglione, passa le sue giornate a dormire, sbadigliare o mangiare lumache, ma all'occorrenza si rende utile, per esempio cerca Heidi e Peter quando si smarriscono o sotto la pioggia o nella nebbia e in alcuni episodi baderà al gregge di Peter o quando questi ordina alle capre di andare via e queste non gli ubbidiscono, interviene e abbaiando le fa scappare via. Quando Heidi viene portata via da Dete e successivamente non la rivede il cane preoccupato si chiede dove sia sparita e il nonno dirà con dolore a Nebbia che purtroppo Heidi non è in paese. Quando Heidi ritorna a casa Nebbia vedendola le corre incontro felice avendo atteso come il nonno che la sua padroncina ritornasse.
Fiocco di Neve
È la capretta preferita di Heidi. Appartiene ad un signore del paese, ma Heidi le vuole bene e se ne occupa come se fosse la sua e la capretta le vuole bene a sua volta vedendola come se fosse lei la sua padroncina. Il suo proprietario voleva venderla, in quanto non si decideva a crescere, ma sarà proprio Heidi a farlo desistere dal proposito prendendo con Peter ed il nonno le erbe migliori per farle fare del buon latte. Al ritorno di Heidi dalla città è diventata mamma, partorendo una capretta, che si chiama Fiocchina.
Nonna di Peter (おばあさん?, Obāsan)
Doppiata da: Terue Nunami (ed. giapponese), Clelia Bernacchi (ed. italiana)
È la bisnonna cieca di Peter e anche Heidi la chiama nonna. Passa la maggior parte del suo tempo a filare la lana con Brigida, sua nipote (figlia nella versione originale giapponese), che vive in casa con lei. Tratterà Heidi come una seconda nipote. È infatti felice della sua compagnia, soprattutto quando legge il suo adorato libro di fiabe e poesie e vuole che anche Peter impari a leggere. Ha molta fiducia in Heidi, dopo che è riuscita a convincere il nonno a riparare la sua capanna o quando riesce a convincere Peter di andare a scuola anche con la neve. Anche lei come Peter si rattrista molto, quando Heidi va a Francoforte in quanto la bambina era una delle poche cose preziose che le erano entrate nella vita capaci di renderla serena. Quando Heidi ritorna a casa e le fa visita la donna abbraccia con amore la piccola rivelando quanto avesse pregato affinché tornasse e quando arriva Clara in montagna, ha paura che Heidi possa essere portata via di nuovo. Ha pochi denti e non può mangiare il pane nero, perché non può permettersi i panini bianchi, ma è sempre Heidi che glieli porterà da Francoforte.
Brigida (ブリギッテ?, Burigitte)
Doppiata da Akiko Tsuboi (ep. 10-11), Takako Kondo (ep. 12-52) (ed. giapponese)
È la madre di Peter e nipote della nonna, è una tessitrice vedova, ma ha anche lo stipendio del marito pastore deceduto (che morì abbattendo un albero). Vive in una casetta alquanto malandata appena fuori paese insieme a sua nonna e Peter. Si stupisce molto quando Heidi le racconta della gentilezza di suo nonno, così come quando lo vede riparare la loro casa.
Signora Rottenmeier (ロッテンマイヤー?, Rottenmaiyā)
Doppiata da: Miyoko Asō e Hisako Kyōda (film) (ed. giapponese), Rosetta Calavetta e Caterina Rochira (film) (ed. italiana)
È la governante e istitutrice di Clara Sesemann. È una donna nubile molto severa, che esige sempre la disciplina sia in casa che fuori. Anche molto apprensiva, impedisce a Clara qualsiasi cosa, temendo che ciò possa farle del male. Renderà la vita difficile a Heidi, rimproverandola da spavento incessantemente, perché la ragazzina non è abituata alle buone maniere e la chiama sempre con il suo vero nome, Adelaide, in quanto ritiene che non sia dignitoso chiamarla con un diminutivo. È praticamente mal tollerata da chiunque, anche dalla servitù e dal nonno di Heidi. Spesso esclama Misericordia! o Disciplina!. In alcuni episodi, ha paura degli animali o degli insetti. Perfino Peter e il Nonno di Heidi non la sopportano e il Vecchio arriva perfino a dirle che prova pena immensa per lei a causa della sua eccessiva paura. Mostra un po' di umanità solo quando deve partire lasciando Clara in montagna e nell'ultimo episodio, quando non si oppone ad un futuro ritorno tra i monti di Clara.
Sebastiano (セバスチャン?, Sebasuchan)
Doppiato da: Kaneta Kimotsuki (ed. giapponese), Gianfranco Bellini (ed. italiana)
È il simpatico maggiordomo e cameriere di casa Sesemann, ma è anche un uomo buono e gentile con il sorriso sempre pronto. Conosce bene ogni angolo di casa Sesemann. Inoltre lui se la ride spesso alle spalle della signora Rottenmeier. Nonostante spesso si trovi a riparare i danni causati da Heidi, Sebastiano le vuole molto bene ed è sempre pronto a consolarla, come quando la signora Rottenmeier fa buttare fuori il gatto Miao e Sebastiano dice a Heidi che l'ha dato a suo fratello, il quale ha due bambini che giocano con il micino. Coglie ogni occasione per cambiare la noiosa routine imposta dalla signora Rottenmeier, per esempio quando fa entrare un ragazzo, che è un venditore ambulante ma è anche un giovane armonista o quando accompagna le due ragazzine con la nonna in campagna, così come quando accetterà con piacere di riaccompagnare Heidi in montagna.
Tinette (チネッテ?, Chinette)
Doppiata da: Noriko Tsukase (ed. giapponese), Winni Riva (ed. italiana)
È la donna delle pulizie e cameriera francese di casa Sesemann. Non è comprensiva come Sebastiano, bensì decisamente insofferente verso Heidi (in un episodio lei pensa che la bambina stia raccontando bugie), alla stregua della signora Rottenmeier. Tuttavia non sopportando la sua padrona, a volte anche lei se la ride alle sue spalle ed è gentile solo con zia Dete. Anche se non lo dà a vedere perfino Tinette ritiene i metodi della signora Rottenmeier estremi infatti quando la nonna di Clara se ne va dopo che aveva indetto una festa in casa per Clara la donna aveva cacciato in malo modo gli ospiti rimane indignata cosa che confesserà solo ad Heidi quando la bambina trova la casa poco dopo la partenza della nonna di Clara vuota.
Giovanni (ヨハン?, Yohan)
Doppiato da: Dario Penne (ed. italiana)
È il cocchiere dei Sesemann, che vuole bene ad Heidi ed è molto amico del cameriere Sebastiano.
Signor Sesemann (ゼーゼマン?, Zēzeman)
Doppiato da: Taimei Suzuki (ed. giapponese), Luciano De Ambrosis e Pietro Ubaldi (film) (ed. italiana)
È il padre di Clara ed è anche il figlio della signora Sesemann. Ricco commerciante, ha impegni di lavoro soprattutto a Parigi e quindi è quasi sempre fuori casa. Vuole molto bene a Clara e anche ad Heidi, tanto da trattarla come una seconda figlia. Convince la signora Rottenmeier a far rimanere Heidi con loro, dicendo di non aver mai visto sua figlia così felice. Nonostante ciò, quando il dottore gli spiega che Heidi deve lasciare Francoforte, convince Clara che quella sia la cosa più giusta da fare. È un uomo gentile, vuole vedere sempre Clara felice, le regala sempre tanti giocattoli e poi chiede al dottor Classen di partire in montagna da Heidi, per sapere se Clara potrà andarci. Si arrabbia con la signora Rottenmeier solo quando capisce che è stata lei a mettere a rischio la salute di Heidi. Il suo nome è molto influente a Francoforte: infatti tutti in città lo conoscono.
Signora Sesemann
Doppiata da: Natsuko Kawaji (ed. giapponese), Anna Miserocchi (ed. italiana)
Nonna paterna di Clara ed anche madre del signor Sesemann, va spesso a trovare la nipotina ma non vive a Francoforte, perché preferisce stare in una cittadina tranquilla. Si affeziona molto alla piccola Heidi, che reputa una presenza molto importante per la salute di Clara. È una donna vulcanica, sempre con tante nuove idee e nuovi giochi per le due bambine. Cerca di rendere le giornate meno noiose, mostrando a Heidi una stanza segreta e organizzando una gita in campagna. Regala un libro di fiabe a Heidi e con questo Heidi impara a leggere. Mal sopporta la signora Rottenmeier per il suo carattere troppo rigido, cercando anche di farle capire che sbaglia a impedire tutto a Clara. Il suo unico difetto è che al termine del suo soggiorno parte sempre senza salutarla, ma è solo perché non vuole vederla piangere. Quando Heidi viene rimproverata dalla signora Rottenmeier, riesce sempre a consolarla o a difenderla. Conferma il suo carattere solare anche quando farà visita a Clara in montagna stringendo buoni rapporti con tutti in particolare col nonno, che riaccende in lei la speranza che Clara possa camminare e così la sottrarrà dalla morsa protettiva della signora Rottenmeier temendo che possa essere troppo di ostacolo, rispedendola a Francoforte.
Dottor Classen
Doppiato da: Arturo Dominici (ed. italiana)
È il medico curante di Clara sin dalla sua nascita. Conosce per la prima volta Heidi mentre passeggia per la città, bevendo una tazza di acqua fresca di una fontana. Sarà sempre lui a scoprire che Heidi soffre di nostalgia per le sue montagne e convince il signor Sesemann che deve ritornare a casa da suo nonno. Ricomparirà nuovamente in occasione del sopralluogo della baita del nonno di Heidi in montagna. All'inizio il dottore ritiene che il posto in montagna è troppo pericoloso per la sedia a rotelle di Clara ma alla fine Heidi e il nonno riescono a convincerlo, e lui si rende conto che un giorno Clara potrà camminare e prima della partenza incoraggia Clara, spiegandole che potrà farcela.
Maestro di Clara
Doppiato da: Piero Tiberi (ed. italiana)
È il maestro privato di Clara e cerca di insegnare a Heidi l'alfabeto, rimanendo stupito quando sente che Heidi sa leggere utilizzando il libro di favole che le ha regalato la nonna di Clara. A differenza della signora Rottenmeier lui non è molto brusco ed è più comprensivo, come quando interrompe la sua lezione e dà il permesso a Clara di aprire il cesto dei gatti. Tuttavia spesso Clara e soprattutto Heidi si annoiano durante le sue lezioni.
Zia Dete (デーテ?, Dēte)
Doppiata da: Taeko Nakanishi (ed. giapponese), Germana Dominici e Monica Pariante (film) (ed. italiana)
(Nei titoli dell'edizione rimasterizzata del 2022 il suo nome viene cambiato in "Deith"). È la giovane zia materna di Heidi, ha 26 anni all'inizio della serie e 29 quando porta via Heidi. È la sorella minore della defunta Adelaide, a cui sembrava essere molto legata, sentendosi tra l'altro responsabile per Heidi. Dopo la morte di Adelaide e del marito, poiché il Vecchio dell'Alpe si è rifugiato per il dolore sulle montagne, Heidi viene affidata alla stessa giovane zia Dete e alla vecchia prozia Ursula, che poi è morta. La giovane donna ha molta grinta e molta forza di decisione e si dimostra una mamma adottiva eccezionale per la sua adorata nipotina. Dopo 4 anni Dete trova lavoro a Francoforte come cameriera per una ricca famiglia e non potendo badare a Heidi la lascia dal nonno il Vecchio dell'Alpe, ultimo parente rimasto ad Heidi. Tornerà da loro quasi tre anni dopo trasformata in una vera cittadina, per portare via Heidi da suo nonno rivelando di aver acquisito una natura ipocrita e maligna ritenendo di sapere cosa è meglio per la nipote e con l'inganno riesce condurla a Francoforte in casa Sesemann come dama di compagnia per Clara e per farle imparare a leggere e scrivere. Si capisce che è preoccupata per Heidi poiché la vuole anche istruire ma purtroppo non sembra comprendere i sentimenti della bambina, non capendo quanto l'allontanamento dalle montagne sia traumatico per lei. Dopo aver portato Heidi a casa Sesemann, non si fa più vedere; non va nemmeno a trovarla a casa Sesemann, né viene a riprenderla quando si prepara a tornare tra le montagne: nel romanzo viene specificato che lei si rifiuta di riportarla perché non vuole dover affrontare il nonno dopo avergli portato via Heidi in quel modo.

## Produzione
Nel 1967 il futuro fondatore della Zuiyo Shigeto Takahashi, all'epoca ancora manager della TCJ, produsse un cortometraggio pilota di 5 minuti per un'ipotetica serie tratta dal romanzo di Johanna Spyri, ma il progetto rimase accantonato fino alla nascita del nuovo studio. La serie entrò definitivamente in produzione nel 1973, quando venne realizzato come test un ulteriore pilota con character design a cura di Yasuji Mori, che non venne però mai reso pubblico e del quale rimangono solo alcuni rodovetri e bozzetti preparatori.
Per un'accurata realizzazione dell'opera, Takahashi chiese al suo staff di intraprendere un viaggio in Svizzera, in modo da poter studiare attentamente le location per la serie. Nell'estate del 1973, Isao Takahata, Hayao Miyazaki e il nuovo character designer (e direttore delle animazioni) Yōichi Kotabe effettuarono un sopralluogo di due giorni a Maienfeld e successivamente si recarono anche a Francoforte in Germania. I risultati delle loro ricerche vennero utilizzati come riferimento nella progettazione delle ambientazioni e dei fondali, e nel design dei personaggi. Il gruppo alloggiò presso il rifugio Heidialp che servì come ispirazione per la baita del nonno. Prima del suo viaggio in Svizzera, Kotabe aveva disegnato Heidi con due treccine sulla base del precedente design di Mori, ma le eliminò quando un bibliotecario svizzero gli fece notare che una bambina di 5 anni che vive sulle montagne non sarebbe stata in grado di intrecciarsi i capelli. Per il design del nonno Kotabe prese invece ispirazione da una scultura in legno presente in un negozio di souvenir locale, che abbozzò velocemente senza farsi notare dal negoziante.

## Trasmissioni internazionali

Logo internazionale della serie

L'anime è stato doppiato in numerose lingue e fu seguito soprattutto in Europa, Asia e America meridionale dove fu tradotto in diverse lingue. Le versioni doppiate della serie furono trasmesse nei seguenti paesi:
- La 1, Antena 3, Telecinco, Telemadrid, Neox
- Canal 5
- ATC, Vanguardia Cinematográfica
- TVS
- TVN Chile
- Antena Latina
- Rete 1
- Kinderkanal, ZDF
- ORF 1
- AVRO
- SABC
- Saudi Arabian TV
- Cartoon Network
- Radio-Canada
- CCTV
- Cartoon Network
- TRT, ATV, CNBC-e, Kanal 1, Kidz TV
- RTP
- ABS-CBN, Q
- TVP1
- Bang Bang
- TPA

### Edizione italiana
In Italia, uno dei paesi dove la serie ha avuto maggior successo, l'anime venne trasmesso per la prima volta su Rete 1 dal 7 febbraio al 2 giugno 1978; da allora, a causa del grande successo riscosso, è stato replicato frequentemente fino al 25 dicembre 2003 sulle reti Rai e poi, dal 18 maggio 2004, sulle reti Mediaset. La versione italiana si basa su quella tedesca distribuita dalla Beta Film, e presenta quindi la colonna sonora di Gert Wilden anziché quella originale di Takeo Watanabe. Anche la celebre sigla scritta da Franco Migliacci e cantata da Elisabetta Viviani, che ebbe un inatteso successo anche nelle compilation discografiche, è un adattamento di quella tedesca, composta da Christian Bruhn. 
Il doppiaggio fu eseguito dalla C.D. presso la Fono Roma e diretto da Enrico Bomba, anche autore dei dialoghi. La voce narrante, che compare ad ogni fine puntata prima della sigla di chiusura, è di Giorgio Piazza. I dialoghi della versione italiana si basano sui copioni tedeschi, che presentano diverse variazioni rispetto alla versione giapponese. Come accaduto per le altre serie distribuite da Beta Film, dal 2009 i diritti esclusivi sono passati alla società belga Studio 100.
Esistono edizioni VHS pubblicate dalla MTC, dalla Skorpion Home Video, dalla Stardust e da Fratelli Fabbri Editori ed edizioni DVD pubblicate da De Agostini, Dolmen Junior, MTC, CG Entertainment e Dynit.
Nel novembre 2022 la serie è stata pubblicata in streaming in versione restaurata su Prime Video con il titolo Heidi - La ragazzina delle Alpi. La stessa edizione, curata da Dynit, è anche stata pubblicata in Blu-Ray nel 2023 e trasmessa su Italia 2 dall'8 luglio 2025.

## Colonna sonora
Tutte le canzoni originali della serie sono state composte da Takeo Watanabe e arrangiate da Yuji Matsuyama su testi di Eriko Kishida. 
La sigla iniziale si intitola Oshiete (おしえて? lett. "Dimmi") ed è cantata da Kayoko Ishū, mentre quella finale si intitola Mattete goran (まっててごらん? lett. "Aspetta e vedrai") ed è cantata da Kumiko Osugi. Per entrambe le sigle lo yodel è eseguito da Nelly Schwartz. Le altre canzoni della serie sono le seguenti:
- Yuki to watashi (ユキとわたし? lett. "Fiocco di neve ed io") cantata da Kumiko Osugi. Una variante della canzone è cantata da Kazuko Sugiyama, doppiatrice di Heidi.
- Yūgata no uta (夕方の歌? lett. "Canzone della sera") cantata da Kumiko Osugi.
- Arumu no komoriuta (アルムの子守唄? lett. "Ninna nanna degli alpeggi") cantata da Nelly Schwartz. Una variante della canzone è cantata da Kayoko Ishū.
- Pētā to watashi (ペーターとわたし? lett. "Peter ed io") cantata da Kumiko Osugi.

L'album contenente la colonna sonora è stato pubblicato per la prima volta in Giappone nel maggio 1974 dalla Nippon Columbia (codice di catalogo KKS-4098).

### Edizione tedesca
La colonna sonora tedesca è opera del compositore olandese Gert Wilden. 
La sigla, scritta da Andrea Wagner e Wolfgang Weinzierl sulla melodia composta da Christian Bruhn, è stata cantata dal duo bavarese schlager Gitty & Erika. 

### Edizione italiana
Nel 1978 uscì il 45 giri della sigla cantata da Elisabetta Viviani, con testo di Franco Migliacci, su musica originale di Christian Bruhn, per mano della casa discografica RCA, che ebbe record di vendite, arrivando a superare il milione di copie (già nell'agosto del 1978 erano 600 000 copie). Ha avuto ottime posizioni in classifica (arrivò alla posizione 3 della classifica settimanale dei 45 giri più venduti e alla posizione 15 nella classifica di fine anno).
Nello stesso anno uscirono due LP/MC, sempre per la RCA, con il titolo Heidi (prima parte - seconda parte), raccoglienti l'audioracconto della storia, la sigla e le canzoni della serie e che, insieme, hanno venduto 100 000 copie.
Nel 1983 uscì un nuovo 45 giri nel quale, per la perdita del master del 1978, la canzone venne riarrangiata pur mantenendo la medesima traccia vocale. Dal 1978, la sigla (nelle sue varie versioni) è stata inclusa in numerose compilation.
Nel 2010, per una collana di libri per bambini ad opera della Gallucci editore, è uscito un libro illustrato dal titolo Heidi contenente il testo della sigla e, in allegato, il CD singolo della stessa nella versione del 1983.
Nel novembre 2011 esce, in formato digital download per alcuni digital store, l'edizione italiana della corrispondente colonna sonora tedesca, dal titolo Heidi - la colonna sonora originale della serie (facente parte della collana Amici della Tv per sempre). L'album contiene la sigla italiana cantata da Elisabetta Viviani nella versione del 1978 (completa e ridotta per la TV) e in quella del 1983, oltre alla base musicale originale.

## Film
Il 17 marzo 1979 venne distribuito in Giappone un lungometraggio cinematografico riassuntivo di 107 minuti, costituito da spezzoni tratti dagli episodi dalla serie. Il film fu prodotto nuovamente dalla Zuiyo (ormai entità separata dalla Nippon Animation) che assunse gran parte dello staff che aveva lavorato nella serie televisiva. Tutto il cast di doppiatori, eccetto Kazuko Sugiyama e Kohei Miyauchi, voci di Heidi e del nonno, fu rimpiazzato.
Un altro film di montaggio, The Story of Heidi, della durata di 89 minuti, fu l'unica versione dell'anime distribuita ufficialmente negli Stati Uniti; fu prodotto nel 1975 da Charles Van Halen e Claudio Guzmán e distribuito più volte in VHS negli anni ottanta. Per le musiche vennero riutilizzati estratti della colonna sonora originale di Takeo Watanabe, anche se inseriti in scene differenti. Questo film fu doppiato in italiano a cura della E.C.T. di Milano con un cast diverso da quello della serie televisiva e pubblicato in VHS da Stardust nel 1993. L'edizione italiana presenta però una diversa colonna sonora realizzata in Italia.
In Italia, inoltre, la serie è stata riassunta e rimontata in tre lungometraggi, usciti al cinema a cavallo tra il 1978 e il 1979:
- Heidi in città (1978, riedito in home video come Heidi va in città), che riassume gli episodi nei quali la protagonista viene portata a Francoforte e fa amicizia con Clara; tuttavia, la nostalgia per il nonno fa capire dopo varie vicissitudini che Heidi dovrebbe tornare a vivere tra i monti;
- Heidi torna tra i monti (1978, riedito in home video con il titolo Heidi torna sui monti), che riassume gli ultimi episodi della serie televisiva: Heidi torna finalmente dal nonno, ma continua a mantenere il rapporto d'amicizia a distanza con Clara, la quale, proprio durante una sua visita in montagna inizialmente ostacolata dalla signora Rottenmeier, riprenderà l'uso delle gambe;
- Heidi a scuola[14] (1979, riedito in home video con il titolo Heidi sui monti), che si colloca cronologicamente prima rispetto ai precedenti: riprende la prima parte della serie, che include l'arrivo di Heidi in montagna e la conoscenza del nonno.

I tre titoli vennero prodotti da Riccardo Billi.
Per Heidi in città e Heidi torna tra i monti venne realizzato un nuovo doppiaggio, riutilizzando gran parte del cast originale. Inoltre Heidi torna tra i monti presenta la colonna sonora originale di Takeo Watanabe, mentre in Heidi in città ne vennero utilizzati solo alcuni brevi estratti.
Dopo la distribuzione cinematografica, i film vennero pubblicati ufficialmente in 16mm dalla Sampaolo Film e in seguito diverse volte in VHS e DVD dagli stessi editori che distribuivano la serie originale. Cecchi Gori ha in particolare pubblicato un cofanetto in 3 DVD comprendente i tre film in versione rimasterizzata. 
Nel 1996, Zuiyo produsse anche due OAV riassuntivi tratti dagli episodi della serie, della durata di un'ora e mezza ciascuno: Arupusu no shōjo Haiji: Arumu no Yama-hen (アルプスの少女ハイジ アルムの山編) e Arupusu no shōjo Haiji: Haiji to Kurara-hen (アルプスの少女ハイジ ハイジとクララ編).

## Remake
Nel 2015 è stato prodotto Heidi, remake della serie anime, realizzato in computer grafica 3D da Studio 100. In Italia la serie è stata trasmessa su Rai Yoyo dall'8 giugno 2015.

## Parodia
Tra il 2016 e il 2017, la stessa Zuiyo in collaborazione con Fuji TV ha prodotto Arupusu no Shōjo Haiji? Chara Onji, una parodia della serie incentrata sul personaggio del nonno. Si tratta di 130 cortometraggi dalla breve durata di 10 secondi, andati in onda all'interno del programma #Hi_Poul, per i quali è stata prodotta anche una linea di merchandising.
Nel 2017 viene pubblicata la irriverente storia a fumetti Nazivegan Heidi, scritta da Don Alemanno e disegnata da Boban Pesov.

## Accoglienza
Nel 2019, in occasione del 45º anniversario della serie anime, il Museo nazionale svizzero ha allestito nella sede di Zurigo una mostra intitolata Heidi in Giappone. Il tema principale dell'esposizione, curata da Hans Bjarne Thomsen in collaborazione con l'Università di Zurigo, riguarda la ricostruzione fedele del paesaggio svizzero nella serie animata e come, grazie ad essa, la Svizzera si è fatta conoscere nel mondo. La mostra presenta alcuni disegni originali, degli oggetti di merchandising e le foto che gli autori dell'anime fecero a Maienfeld come riferimento per creare la scenografia.
Secondo il sito Vulture, rubrica del settimanale New York, la sequenza della sigla iniziale di Heidi è tra le 100 scene più iconiche della storia dell'animazione.

## Censura
Nel 2007 in Turchia, il libro illustrato tratto dalla serie e pubblicato dalla casa editrice turca Karanfil è stato sottoposto ad una parziale censura: seguendo i dettami del Ministero dell'Educazione di Ankara, sono state ritoccate le figure in cui la bambina, correndo, mostrava parzialmente i mutandoni; inoltre alla signora Sesemann sono stati fatti indossare la tunica e l'"hijab". Il presidente turco Abdullah Gül, musulmano moderato, ha preso le distanze da queste scelte.